# Sedm z Galilea
Sedm z Galilea (v anglickém originále The Galileo Seven) je šestnáctý díl první řady seriálu Star Trek. Premiéra epizody proběhla 5. ledna 1967.

## Příběh
Hvězdného data 2821.5 vesmírná loď USS Enterprise vedená kapitánem Jamesem Kirkem míří na planetu Makus III, do kolonie Nová Paříž, kam veze potřebné zdravotnické zásoby. Cestou se však zastavuje u sestavy Murasaki 312, kde se vyskytují kvasarové formace hodné bližšího prozkoumání. Protože má Enterprise dostatečný náskok v časovém plánu, kapitán Kirk rozhoduje vypustit jeden z raketoplánů Enterprise, zvaný Galileo. Jeho posádku tvoří vědecký důstojník Spock, vrchní lékař Leonard McCoy, vrchní inženýr Scott a další vědečtí pracovníci. Proti zdržení a celé výpravě je galaktický vysoký komisař Ferris, který dohlíží na dodávku léků pro Makus III.
Galileo je krátce po opuštění Enterprise vyveden z kurzu a Spock musí nouzově přistát na Taurus II, nehostinné, kamenné a mlhou zahalené planetě, nacházející se přímo ve středu jevu Murasaki. Dva členové Galiela, Latimer a Gaetano, prozkoumávají povrch planety, aby zjistili, že je obydlena obřími tvory připomínající masivní lidoopy, kteří jsou vybaveni mohutnými kopí. Začínají vznikat nesouznění mezi velitelem výsadku, panem Spockem a zbytkem posádky Galiela. Lidská posádka se nemůže sžít s vulkánským, bezcitným pohledem na věc. Mezitím se kapitán Kirk vydává s Enterprise k planetě Taurus II, protože jde o jedinou planetu s částečně kyslíkovou atmosférou. Sám musí čelit neustálým narážkám komisaře Ferrise, který má pravomoc zasáhnout v momentě, kdy by Enterprise nemohla dosáhnout svého cíle. Po několika hádkách je zřejmé, že Kirk nemá více než 2 dny pro nalezení sedmi členů posádky Galilea. Při prozkoumávání planety je obrovským kopím zabit Latimer. Znovu se projevují neshody mezi lidskou posádkou a Spockem, obzvláště když pan Spock odmítne promluvit na pohřbu zabitého Latimera, protože logicky je, podle něj, důležitější opravit Galileo. Scotty však zjišťuje, že Galileo nemá palivo a tedy nadále není co opravovat. Přeživší jsou navíc stále ohrožováni nebezpečnou rasou domorodců. Spock se rozhoduje agresory zastrašit. Na místě nechává Gaetana, aby hlídal. Scotty mezitím přišel na způsob, jak získat potřebnou energii. Po upravení reaktoru na náhradní palivo, což by dodala energie phaserů. Gaetano je neznámými tvory unešen a Spock se za ním vydává. V bezvědomí, pod sprchou oštěpů, se mu jej daří donést zpět na Galilea. Sám nechápe, že primitivní tvorové se neřídí příliš logikou. Dokonce napadají přímo Galileo.
Na Enterprise mezitím Kirk vytrvává v pátrání po pohřešované posádce Galilea, ale neustále se dostává do konfliktů s Ferrisem. Jeden z výsadků, pátrající po Galileu, hlásí Kirkovi kontakt s tvory zvanými podle hvězdné antropologie řád 480G - Antropoidé. Na planetě zatím Spock přiichází na nápad, jak odrazit útok primitivních tvorů. Přikazuje Scottymu přemístit zážehovou baterii do pláště raketoplánu. Scotty dále může pracovat na zprovoznění raketoplánu. Kirkovi však na Enterprise čas vypršel a musí opustit orbitu planety Taurus II. Po pohřbu Latimera je posádka opět napadena. Spocka zavalí vržený balvan a ostatní mu pomohou. Spockovi se daří odstartovat, ale za cenu ztráty možnosti návratu z orbitální dráhy planety. Galileo má tedy pouze 1 oblet (cca 45 minut) kolem Taurusu II s vyhlídkou shoření v atmosféře po návratu. Spock si navíc uvědomuje, že Kirk již musel pokračovat s Enterprise dál. Spock nenadále nechává vypustit a zapálit palivo Galilea, což nikdo z jeho posádky nechápe. Posléze se ukazuje, že palivo tvoří jasnou stopu, které si všimne poručík Sulu. Kirk se ihned vydává za jasnou stopou a na poslední sekundu stihne transportovat celou posádku Galilea před jeho spálením v atmosféře.
Kapitán Kirk dává rozkaz pokračovat k primárnímu cíli výpravy a společně s doktorem McCoyem si dělají srandu z pana Spocka, že v krizových situacích se chová velmi lidsky.